# Exoprosopa majuscula
Exoprosopa majuscula är en tvåvingeart som beskrevs av Hesse 1956. Exoprosopa majuscula ingår i släktet Exoprosopa och familjen svävflugor. Inga underarter finns listade i Catalogue of Life.